# Munir Ahmed Dar
Munir Ahmed Dar (ur. 28 marca 1935 w Amritsarze, zm. 1 czerwca 2011 w Lahaurzr) – pakistański hokeista na trawie. Dwukrotny medalista olimpijski. Brat Tanvira i ojciec Tauqira, również hokeistów.
Grał na linii obrony. Brał udział w dwóch igrzyskach olimpijskich (IO 56, IO 64), dwukrotnie zdobywając srebrne medale. Wystąpił łącznie w dziewięciu olimpijskich spotkaniach (jedno na igrzyskach w Melbourne i osiem w Tokio), strzelając pięć bramek. 
W latach 1956–1966 rozegrał w drużynie narodowej 92 spotkania, strzelając 41 bramek. Zdobył medale igrzysk azjatyckich: złoto w 1958 i 1962 roku, oraz srebro w 1966 roku.